# Ministère de la Sécurité publique (Pologne)
Pour les articles homonymes, voir MBP et Ministère de la Sécurité publique.

Manifeste du PKWN du 22 juillet 1944

Le ministère de la Sécurité publique (Ministerstwo Bezpieczeństwa Publicznego, MBP) est un ministère officiellement chargé de la sécurité intérieure et extérieure, de l'administration et du renseignement au sein du  gouvernement polonais de transition issu du Comité polonais de libération nationale (PKWN) et créé le 1er janvier 1945 lors de l'instauration de la dictature communiste en république populaire de Pologne sur ordre et le contrôle des autorités soviétiques. Cette police secrète serve principalement à éliminer toutes les formes de résistance et à consolider le pouvoir communiste en Pologne. Avec l'Office de l'Information Militaire (transformé ensuite en Forces de sécurité intérieure), ce ministère est responsable des répressions massives contre les opposants au régime communiste pendant la période stalinienne. Sur le terrain, le ministère est représenté par les Urzędy Bezpieczeństwa Publicznego, UBP (les Bureaux de la Sécurité Publique) c'est pourquoi ces institutions sont communément appelées UB et ses employés Ubeks. 
Après la mort de Staline, le ministère de la Sécurité publique a été transformé en 1954 en ministère de l'Intérieur (Ministerstwo Spraw Wewnętrznych) et l'UB en SB Służba Bezpieczeństwa (Service de Sécurité).

## Création
L'origine de cet appareil d'état remonte à avril 1944 quand un groupe de 120 Polonais commence les cours à l'école du Commissariat du peuple aux Affaires intérieures (NKVD) à Kouïbychev. Vers le milieu de 1944, au moins 217 futurs officiers de l'appareil de sécurité communiste sont passés par des centres similaires. 
Le Comité polonais de libération nationale (Polski Komitet Wyzwolenia Narodowego, PKWN) formé le 21 juillet 1944 par les Soviétiques afin d'écarter puis remplacer le gouvernement polonais en exil qui représente la continuité de l'exécutif polonais depuis 1918, comporte déjà un département de la sécurité intérieure confié au militant communiste Roman Romkowski (de son vrai nom Natan Grinszpan-Kikiel).

## Organisation
Le 1er janvier 1945, Joseph Staline fait transformer par Ivan Serov, le numéro 2 de la police politique soviétique, le Comité polonais de libération nationale (PKWN) en gouvernement polonais de transition et le département de la sécurité intérieure en ministère avec à sa tête Stanisław Radkiewicz (pl) et ses deux adjoints : Roman Romkowski et Mieczysław Mietkowski (pl) (de son vrai nom Mojżesz Bobrowicki). 
Les unités spéciales sont confiées à des agents du NKVD comme Józef Różański (de son vrai nom Józef Goldberg), chargé du département des investigations, Julia Brystiger (pl), chargée du département de la culture, de la jeunesse et des cultes, et Anatol Fejgin, chargé du département spécial.
Quand l'organisation territoriale des bureaux de la sécurité (UB) eut été achevée, le nombre des fonctionnaires de la sécurité a fortement augmenté passant de 11 000 en mai 1945 à 24 000 en décembre 1945. À la fin de 1948, ces structures comptaient 26 600 agents. De plus, le ministère avait sous ses ordres 41 000 soldats du Corps de la sécurité intérieure (pl) (Korpus Bezpieczeństwa Wewnętrznego, KBW), 57 500 fonctionnaires de la Milice citoyenne (Milicja Obywatelska, MO), 32 000 gardes-frontières, 10 000 gardiens de prison et 125 000 membres de l'ORMO (Ochotnicza Rezerwa Milicji Obywatelskiej), la milice volontaire de réserve (mobilisable en cas de besoin).

## Objectifs
La première cible de l'MBP est l'opposition intérieure. Des arrestations, des tortures et des procès publics des anciens résistants polonais de l'AK (Armé de l’intérieur) fidèles au gouvernement  polonais en exil, accusés de collaboration avec la Gestapo, sabotage ou espionnage se multiplient. Les 16 plus hauts dirigeants de l’Armia Krajowa sont enlevés, remis au NKVD, emprisonnés et jugés en Union soviétique (Procès des seize).
En 1948, l'opposition démocratique ayant été éliminée et les organisations clandestines anéanties, une nouvelle phase dans l'activité de l'MBP commence. Suivant l'exemple soviétique, la répression se dirige cette fois vers l'intérieur du parti communiste (Parti ouvrier unifié polonais, Polska Zjednoczona Partia Robotnicza ou PZPR) avec des accusations de titisme et de déviations nationalistes. Le colonel Anatol Fejgin se distingua dans cette nouvelle tâche en s'appuyant sur les archives militaires des années 1930. Ainsi Władysław Gomułka lui-même est-il visé mais l'épuration prend des dimensions considérables. L'opération est surveillée par Bolesław Bierut (président de la RP et premier secrétaire du parti communiste), Jakub Berman (membre du bureau politique et responsable de la sécurité) et par Ivan Serov. 
En 1949, un groupe spécial est créé par le quartet, les dirigeants les plus influents du parti : Bolesław Bierut, Jakub Berman, Hilary Minc et Stanisław Radkiewicz pour mener des enquêtes secrètes sur les plus hautes personnalités du parti.

## Démantèlement progressif
En 1953, à la suite de la mort de Staline commence le lent processus de diminution de la terreur. Le ministère de la Sécurité publique est dissous le 7 décembre 1954. Le démantèlement de l'UB fut accéléré par la fuite à l'Ouest, le 5 décembre 1953, de Józef Światło (pl) (de son vrai nom Izaak Fleischfarb), haut fonctionnaire des services de sécurité, adjoint de Anatol Fejgin. Les révélations de celui-ci sur les ondes de Radio Free Europe (section polonaise) à propos du fonctionnement de l'UB et les coulisses du système de fabrication des inculpations par la police politique vont provoquer de virulentes réactions des communistes au pouvoir en Pologne et à terme ont sans doute accéléré la dissolution du ministère lui-même remplacé par un ministère de l'Intérieur. Les révélations de Światło seront l'un des catalyseurs du dégel politique désigné sous le terme d'Octobre polonais.

## Conséquences
Sous l'égide d'Ivan Serov, l'MBP fut en Pologne ce que le KGB fut en Union soviétique ou la Stasi en République démocratique allemande : une police politique stalinienne terrorisant tant la société civile que les membres du parti communiste eux-mêmes et responsable des emprisonnements des opposants au système stalinien après la guerre. Son action visait surtout la résistance intérieure qui avait été particulièrement active durant l'occupation allemande et certains de ses membres (cf. les Soldats maudits) qui n'avaient pas voulu déposer les armes après 1945, mais a conduit également à des épurations staliniennes internes.
Cette police politique, le fer de lance du régime stalinien, avait été placée sous le contrôle de communistes polonais d'origine juive. Ce fait a été utilisé par Władysław Gomułka pour mener de nouvelles purges internes. Il a déclenché des épurations « antisionistes» quand la république populaire de Pologne, suivant l'URSS, rompit ses relations diplomatiques avec Israël, après la guerre israélo-arabe de 1967 (guerre des Six Jours) et le régime était confronté  aux manifestations étudiantes en mars 1968.

## Dirigeants
Ministre (jusqu'au 31 décembre 1944 dirigeant du département de la sécurité) :
- Stanisław Radkiewicz (22 juillet 1944 - 9 décembre 1954)

Vice-ministres (jusqu'au 31 décembre 1944 dirigeant du département de la sécurité) :
- Władysław Wolski (août 1944 - septembre 1944)
- Franciszek Jóźwiak (15 août 1944 - 8 mars 1949 )
- Mieczysław Mietkowski (16 octobre 1944 - 9 décembre 1954)
- Henryk Wachowicz (4 avril 1946 - 31 juillet 1946 r.)
- Konrad Świetlik (1er août 1948 - 30 novembre 1954)
- Roman Romkowski (10 janvier 1949 - 27 novembre 1954)
- Wacław Lewikowski (27 octobre 1949  2-1er octobre 1952)
- Jan Ptasiński (5 grudnia 1952  - 9 décembre 1954)

Adjoints du ministre pour des questions opérationnelles :
- Roman Romkowski (15 janvier 1946 - 9 janvier 1949)
- Grzegorz Korczyński (15 mars 1946  - 5 septembre 1948)
- Mieczysław Moczar (25 mai 1948 - 5 septembre 1948 )

Directeur d’approvisionnement
- Zbigniew Fijałek (1er juillet 1953 - 9 décembre 1954 )